# Gmina Śniadowo
Die Gmina Śniadowo [ɕɲaˈdɔvɔ] ist eine Landgemeinde im Powiat Łomżyński der Woiwodschaft Podlachien, Polen. Ihr Sitz ist das gleichnamige Dorf mit etwa 1500 Einwohnern.

## Gliederung
Zur Landgemeinde (gmina wiejska) Śniadowo gehören 43 Dörfer mit einem Schulzenamt (sołectwo):
Brulin
Chomentowo
Dębowo
Duchny Młode
Grabowo
Jakać-Borki
Jakać Dworna
Jakać Młoda
Jastrząbka Młoda
Jemielite-Wypychy
Kołaczki
Konopki Młode
Koziki
Mężenin
Młynik
Olszewo
Osobne
Ratowo-Piotrowo
Sierzputy-Marki
Sierzputy Zagajne
Stare Duchny
Stara Jakać
Stara Jastrząbka
Stare Jemielite
Stare Konopki
Stare Ratowo
Stare Szabły
Strzeszewo
Szabły Młode
Szczepankowo
Śniadowo
Truszki
Uśnik
Uśnik-Dwór
Uśnik-Kolonia
Wierzbowo
Wszerzecz
Wszerzecz-Kolonia
Zagroby
Zalesie-Poczynki
Zalesie-Wypychy
Żebry
Żebry-Kolonia
Weitere Orte der Gemeinde sind Bagno, Doły, Jakać Borowa, Koryta, Stare Duchny und Śniadowo-Stara Stacja.

## Partnerschaften
Der deutsche Ort Marklkofen im niederbayerischen Landkreis Dingolfing-Landau ist seit 2001 Partnergemeinde.